# Biskupi Sarajewa
Biskupi Sarajewa – lista przedstawia wykaz biskupów pełniących funkcję ordynariuszy oraz ich biskupów pomocniczych, począwszy od założenia diecezji we wczesnym średniowieczu po dziś dzień. 

## Ordynariusze
- VIII w. - 1608 - brak danych
- 1608–1613 - bp Ján Telegdy
- 1613–1735 - wakat

### Wikariusze Apostolscy Bośni
- 1743–1740 - ks. Matija Delivić, O.F.M.
- 1740–1767 - ks. Pavao Dragičević, O.F.M.
- 1767–1772 - ks. Marijan Bogdanović, O.F.M.
- 1772–1784 - ks. Marko Dobretić, O.F.M.
- 1784–1798 - ks. Augustin Botoš-Okić, O.F.M.
- 1798–1813 - ks. Grgo Ilijić, O.F.M.
- 1813–1832 - ks. Augustin Miletić, O.F.M.
- 1832 - przed 1851 - ks. Rafael Barišić, O.F.M.Oss.
- ok. 1851 - ok. 1853 - ks. Andrea Karačić, O.F.M.Oss.
- 1854 - przed 1861 - ks. Marian Šunić, O.F.M.Oss.
- 1861 - przed 1866 - ks. Sebastiano Franković,
- 1866–1881 - bp Paskal Vuicić, O.F.M.
- 1866–1879 - bp Angel Kraljević (1866 – 1879)
- 1880–1881 - bp Paskal Buconjić (1880 – 1881)

### Arcybiskupi sarajewscy (wszechbośniaccy)
- 1881–1918 - abp Josef Stadler
- 1918–1922 - wakat
- 1922–1960 - abp Ivan Šarić
- 1960–1970 - abp Marko Alaupović
- 1970–1976 - abp Smiljan Franjo Čekada
- 1977–1990 - abp Marko Jozinović
- 1990–2022 - kard. Vinko Puljić
- od 2022 - abp Tomo Vukšić

## Biskupi pomocniczy
- 1897–1898 - bp Anton Bonaventura Jeglič
- 1908–1922 - bp Ivan Šarić
- 1939–1940 - bp Smiljan Franjo Čekada
- 1970–1986 - bp Tomislav Jablanović
- 1993–2018 - bp Pero Sudar